# Dubbel Klok
Dubbel Klok is een Belgisch biermerk. Het wordt gebrouwen door Brouwerij Boelens te Belsele, een deelgemeente van Sint-Niklaas.

## Achtergrond
Het bier wordt gebrouwen sinds 1995. Aanvankelijk heette het Waas Klok Bier Bruin. Nadien werd de naam gewijzigd in Pa-Gijs, ook Boerenkrijgbier genoemd. De naam verwijst naar de Boerenkrijg in Overmere. Een standbeeld met de naam "Pa en Gijs" van de hand van beeldhouwer Aloïs De Beule herinnert aan het gebeuren. Op het etiket stond een afbeelding van het monument. De namen "Pa" en "Gijs" verwijzen naar de opstandelingen De Pauw en Gyselinck. In 2011 werd de naam van het bier gewijzigd in Dubbel Klok en kregen enkele bieren een eenvormiger etiket.

## Het bier
Dubbel Klok is een donker dubbel bier van hoge gisting met een alcoholpercentage van 8,5%. De gebrande mout geeft een robuuste en zoetige smaak.